# Beranov
Beranov (dříve Český Beranov, německy Böhmisch Borau) je malá vesnice, část města Teplá v okrese Cheb v Karlovarském kraji. Nachází se asi 3,5 kilometru severovýchodně od Teplé. Prochází zde silnice II/198. Beranov je také název katastrálního území o rozloze 3,88 km².

## Historie
První písemná zmínka o vesnici pochází z roku 1233, kdy je připomínán jako příslušenství premonstrátů kláštera Teplá. Držení vesnice premonstrátům potvrdil roku 1273 papež Řehoř X. Zástavba usedlostí byla soustředěna po obvodu malé podkovovité návsi s rybníkem. Jižní strana návsi byla nezastavěna. Později bylo postaveno několik domů na jihovýchodním okraji vesnice. Ve 20. století byla zastavena i jižní část návsi.
Vesnice značně utrpěla za husitských válek a také v období třicetileté války. Za švédských válek měl na přelomu srpna a září roku 1647 v Beranově svůj štáb generál Wrangel. Se svými vojsky vyplenil roku 1647 Tepelsko, mnoho okolních obcí bylo zničeno. Připomínají je jen drobné stopy zdí v terénu a několik pomístních názvů.
Po druhé světové válce a odsunu německého obyvatelstva došlo jen k částečnému dosídlení a vesnice stagnovala. Zástavba prořídla, část domů byla demolována. Nevznikly zde však žádné rušivé novostavby a urbanistický prostor tak zůstal díky údržbě původních stavení zachován.

## Obyvatelstvo
Při sčítání lidu v roce 1921 zde žilo 207 obyvatel, všichni německé národnosti. Všichni obyvatelé se hlásili k římskokatolické církvi.
| Rok                                                          | 1869 | 1880 | 1890 | 1900 | 1910 | 1921 | 1930 | 1950 | 1961 | 1970 | 1980 | 1991 | 2001 | 2011 | 2021 |
| ------------------------------------------------------------ | ---- | ---- | ---- | ---- | ---- | ---- | ---- | ---- | ---- | ---- | ---- | ---- | ---- | ---- | ---- |
| Počet obyvatel                                               | 167  | 167  | 157  | 151  | 190  | 207  | 179  | 89   | 69   | 70   | 48   | 42   | 39   | 29   | 37   |
| Počet domů                                                   | 24   | 26   | 26   | 27   | 30   | 31   | 33   | 28   | 40   | 23   | 18   | 20   | 21   | 22   | 21   |
| Do počtu domů v roce 1961 jsou zahrnuty i domy v Kladrubech. |      |      |      |      |      |      |      |      |      |      |      |      |      |      |      |

## Obecní správa
Při sčítání lidu v letech 1869–1974 Beranov byl samostatnou obcí, se kterým patřil nejprve do okresu Teplá, ale v roce 1950 v okrese Toužim a v letech 1961–1974 v okrese Karlovy Vary. Od 1. ledna 1975 je částí města Teplá, se kterým patřil nejprve do okresu Karlovy Vary, ale od 1. ledna 2007 v okrese Cheb. V letech 1961–1974 k obci patřily Kladruby.

## Pamětihodnosti
Beranov je od roku 1995 chráněn jako vesnická památková zóna. Kromě toho jsou ve vesnici ještě samostatně chráněny jako kulturní památky
- venkovská usedlost čp. 2 z počátku 19. století[13]
- boží muka z datací 1727.[14]